# Torretta
Torretta (på arberesjiska Turreta) är en stad och kommun i storstadsregionen Palermo, innan 2015 i provinsen Palermo, i regionen Sicilien i Italien. Kommunen hade 4 263 invånare (2017). och gränsar till kommunerna Capaci, Carini, Isola delle Femmine, Monreale och Palermo.
Staden är belägen på en kulle och är känd för sina torn. Torretta betyder torn på italienska.
Staden befolkades av arberesjerna under medeltiden. Förutom italienska talas också det egna språket arberesjiska.
Staden var en gång styrd av den inflytelserika italienska familjen Benedetto.